# Связная улица (Зеленогорск)
Связна́я у́лица — улица в городе Зеленогорске Курортного района Санкт-Петербурга. Проходит проспекта Красных Командиров до Приморского шоссе.
Первоначально называлась иначе — Laukonkatu. Оно появилось в 1920-х годах и связано с мужским именем Лаукко.
Название Связная улица появилось в послевоенные годы. Его этимология не разъясняется. Также неизвестно и происхождение почти одноимённой улицы в Зеленогорске — улицы Связи.

## Перекрёстки
- Проспект Красных Командиров
- Широкая улица (два перекрёстка)
- 2-й Широкий переулок
- Приморское шоссе